# Tracy Camilla Johns
Tracy Camilla Johns (née le 12 avril 1963 dans le Queens) est une actrice américaine de cinéma et de télévision. Elle se fait connaître dès ses débuts au cinéma en 1986 dans le rôle principal du film Nola Darling n'en fait qu'à sa tête de Spike Lee. Ce rôle lui vaut une nomination pour le prix de la meilleure actrice principale aux Independent Spirit Awards en 1987.
En 1988, Johns apparaît dans une publicité pour la marque Air Jordan avec Spike Lee et Michael Jordan[réf. nécessaire] et dans le clip vidéo du single Wild Thing de Tone Lōc. Elle joue ensuite dans les films Mo' Better Blues en 1990 et New Jack City en 1991, ainsi que dans les séries télévisées Family Ties, Nola Darling n'en fait qu'à sa tête et Snoops (en)[réf. nécessaire].
En 2012, Johns endosse à nouveau le rôle de Nola Darling dans le film Red Hook Summer de Spike Lee : elle est à présent une femme mûre devenue témoin de Jéhovah. En 2017, elle fait à nouveau une apparition dans le même rôle dans la série éponyme.

## Filmographie
- 1986 : Nola Darling n'en fait qu'à sa tête : Nola Darling
- 1987 : Sacrée Famille (série télévisée) : Dana (1 épisode, « Mister Sister »)
- 1989 : Snoops (en) (série télévisée) : Yolanda (8 épisodes)
- 1990 : Mo' Better Blues : patronne du club
- 1991 : New Jack City : Uniqua
- 2012 : Red Hook Summer : Mère Darling
- 2017 : Nola Darling n'en fait qu'à sa tête (série télévisée) : Nola Darling (saison 1, épisode 6)